# Universidade Nacional de Samoa
A Universidade Nacional de Samoa (NUS; samoano: Le Iunivesite Aoao o Samoa), é uma instituição de ensino superior pública inaugurada em 1984, com campus principal na capital da Samoa, Apia. Criada através de uma lei parlamentar, teve sua primeira turma graduada em 1987 no bacharelado em Educação. Atualmente agrupa oito institutos, como a Faculdade de Artes e a Escola de Engenharia.
O ginásio da universidade foi usado como local dos Jogos do Pacífico Sul de 2007.